# Ultimate Avengers
Ultimate Avengers ou Ultimate Avengers: The Movie (no Brasil, Os Supremos: O Filme) é uma animação americana feita diretamente para DVD, baseada nos quadrinhos da Marvel The Ultimates, e lançada pela Lions Gate Entertainment. O crítico Marc Kandel afirma que é "mais satisfatório do que as produções live-action anteriores Demolidor, Elektra e Justiceiro".

## Sinopse
Para terminar rapidamente a Segunda Guerra Mundial, quase todos os cientistas americanos estão lutando para criar a fórmula perfeita para soldados. Por fim, eles conseguem e o primeiro sujeito experimental se torna um jovem do Brooklyn e um militar chamado Steve Rogers. Como resultado, ele se tornou um super-homem com incrível força e destreza. Ele, juntamente com uma grande equipe de desembarque, é enviado para a base secreta militar nazista, onde estão preparando um míssil nuclear em Nova York. Um comando dos paraquedistas deve detê-los. Como resultado do ataque, Steve descobre que alienígenas estão ajudando os nazistase o principal é o general Kleiser. Rogers consegue neutralizar Kleiser e o foguete, mas ele próprio desaparece e é considerado morto.
Após 60 anos, uma expedição científica a descobre congelada no gelo. O corpo é transferido para o departamento do Pentágono, liderado por Nick Fury. Juntamente com a Viúva Negra, ele reúne uma equipe para combater os alienígenas que mantêm a Terra sob controle e destroem importantes satélites. Eles convidam o Homem-Formiga, Vespa, Thor e Homem de Ferro para a equipe. Eles também se juntam a Bruce Banner, que, usando a fórmula do super soldado, quer controlar o Hulk em si mesmo.
No começo, ninguém concorda em se juntar à equipe dos Vingadores e, quando concordaram, não obedeceram ao Capitão América, que foi nomeado líder da equipe. Por causa disso, a princípio os heróis são derrotados e brigam entre si. Mais tarde, os alienígenas decidem sobre um ataque decisivo e novamente eles têm que se unir e assumir o comando do Capitão América. Eles triunfam sobre os Chitauri, mas um novo problema aparece - o Hulk se enfurece durante a batalha. E novamente eles precisam se unir, mas agora contra um membro de sua equipe.

## Dublagem original
- Justin Gross como Steven Rogers / Capitão América
- Marc Worden como Tony Stark / Homem de Ferro
- Andre Ware como Nick Fury
- Grey DeLisle como Janet Van Dyne-Pym / Vespa
- Nolan North como Henry Pym / Homem-Formiga
- Dave Boat como Thor
- Olivia d’Abo como Natalia Romanoff / Viúva Negra
- Fred Tatasciore como Hulk
- Michael Massee como Dr. Bruce Banner
- Nan McNamara como Dra. Betty Ross
- James K. Ward como Herr Kleiser

## Sequência
Ultimate Avengers 2: Rise of the Panther é a sequência de Ultimate Avengers, lançado para vídeo em 2006.